# Dr. Sin
Dr. Sin es uno grupo brasileño de hard rock, y uno de los más grandes de Iberoamérica, formado en São Paulo, Brasil, en el año de 1992 por Eduardo Ardanuy, y los hermanos Andria y Ivan Busic.

## Historia
En 1992, los hermanos Ivan y Andria Busic y Edu Ardanuy fueron a los EE. UU. persiguiendo una carrera musical. Después de que muchas demostraciones, firmaron con WEA. En 1993, el primer aspecto brasileño para los medios grandes, estaba en el festival Hollywood Rock, donde compartieron la etapa con Nirvana y L7. Tocaron con Ian Gillan también. En este mismo año, la WEA fue lanzado el primer álbum (el Dr. Sin) en 9 países. La música Emotional Catastrophe eran los éxitos, con el clip en la rotación de MTV, y era una de la sband sonora de la TV Serie Confissões de Adolescente (una serie famosa en Brasil). You Stole my Heart and Scream and Shout, dos clips produjo después de esto, no ganó la misma fama.
En 1994, lo grupo jugada en Phillips Monsters of Rock Brasil, con Black Sabbath, Slayer, Kiss y con los brasileños de Angra, Viper y de Raimundos. 

Seguido por Brutal(1995) que fue lanzada en Japón bajo título de Silent Scream. La música Isolated era sucess en Japón. Se registra también el clip de la canción Down in the Trenches. El éxito de este álbum les permitió realizar aberturas para los grupos tales como Bon Jovi, AC/DC, Joe Satriani y Steve Vai. 

En adelante Dr. Sin alcanza éxito y una gran cantidad de fans.
En Insinity del 1997, el trío vuelta a los EE. UU. para grabar en los estudios del Michael Vescera (ex-Yngwie Malmsteen) para la grabación del nuevo álbum. Vescera co-produzir el disco, y participa en la música No Rules. Jonathan Mover (exbatería del Joe Satriani, Alice Cooper, Saigon Kick, Einstein) ha hecho una participación especial en la música Insomnia. Silvio Luiz, comentarista deportivo brasileño, colabora con una irreverente participación en la música Futebol, Mulher e Rock’n roll, usando los jergas “futibolisticos” que lo tornaron popular. Esta música, junto del Emotional Catastrophe se replicaron un dos majores Hits del grupo.
En 2000, Dr. Sin innova! Lanzan Dr. Sin II en los tableros periódicos el excedente el Brasil todo. El trío ahora se convierte en un cuarteto con Michael Vescera (ex-Yngwie Malmsteen, Loudness) en los vocals. Lo disco trae la participación de Sergio Buss (Steve Vai, Tritone) y Roland Grapow (ex-Helloween). La canción Time After Time era sonorous track of Formula Truck Brazil.
Ten Years Live(Cd/DVD) registrado en São Paulo, Brasil, fue lanzado en el final de 2003, ahora con una nueva etiqueta, se vuelven otra vez en formato del trío. El DVD demuestra uno de los mejores conciertos de su carrera. Andre Matos (ex-Angra and Shaaman) era la huésped muy especial en el concierto que cantaba uno de lo más grande hit do Dr. Sin: la canción Fire.
En 2005, lanzaron Listen to the Doctors. El álbum donde juegan classic Hits de leyendas como Kiss, Black Sabbath, The Beatles, UFO, Mötley Crüe, Van Halen, etc.
La cosa fresca es no solamente la inspiración y la interpretación asombrosas, pero el hecho ese todo de las canciones tenga la palabra "DR." en sus títulos.
Después de dos años promover lo CD Listen to the Dr's, ahora está el tiempo de Bravo (Century Media), el nuevo Cd de este gran grupo. El largo de los años, creatividad, carisma y técnica ha sido el fórmula de este grupo.

## Miembros
Actuales
- Andria Busic – (Bass/Vocals)
- Ivan Busic – (Drums/Backing Vocals)
- Eduardo Ardanuy – (Guitars)

Anteriores
- Michael Vescera - (Vocals)

## Discografía
- Dr. Sin (1993)
- Brutal (1995)
- Silent Scream (1995 - Japanese version of Brutal)
- Insinity (1997)
- Live In Brazil (1999 - Single released in Japan)
- Alive (1999 - Live CD)
- Dr. Sin II (2000)
- Shadows Of Light (2000 - American/European version of Dr. Sin II)
- 10 Anos Ao Vivo (2004 - Live DVD and Double CD)
- Listen To The Doctors (2005 - Covers)
- Bravo (2007)